# Pitahaya (Arroyo)
Pitahaya es un barrio ubicado en el municipio de Arroyo en el estado libre asociado de Puerto Rico. En el Censo de 2010 tenía una población de 3242 habitantes y una densidad poblacional de 392,03 personas por km².

## Geografía
Pitahaya se encuentra ubicado en las coordenadas 18°0′14″N 66°4′1″O / 18.00389, -66.06694. Según la Oficina del Censo de los Estados Unidos, Pitahaya tiene una superficie total de 8.27 km², de la cual 8.26 km² corresponden a tierra firme y (0.13%) 0.01 km² es agua.

## Demografía
Según el censo de 2010, había 3242 personas residiendo en Pitahaya. La densidad de población era de 392,03 hab./km². De los 3242 habitantes, Pitahaya estaba compuesto por el 49.72% blancos, el 37.54% eran afroamericanos, el 1.02% eran amerindios, el 0.06% eran asiáticos, el 6.26% eran de otras razas y el 5.4% pertenecían a dos o más razas. Del total de la población el 99.48% eran hispanos o latinos de cualquier raza.